# Cascade d'Erawan
La cascade d’Erawan  ou chute d’eau d’Erawan (thaï : น้ำตกเอราวัณ) est constituée d'une multitude de jolies cascades étagées sur sept niveaux. Cette merveille de la nature aux eaux limpides et turquoise est située dans le parc national d'Erawan, dans le district de Si Sawat, dans la province de Kanchanaburi, en Thaïlande. 
Son nom est dû à la falaise blanche du septième niveau dont la forme évoque, avec un peu d'imagination, le gigantesque éléphant blanc à trois têtes de la mythologie hindoue Erawan.
Les sept niveaux sont :

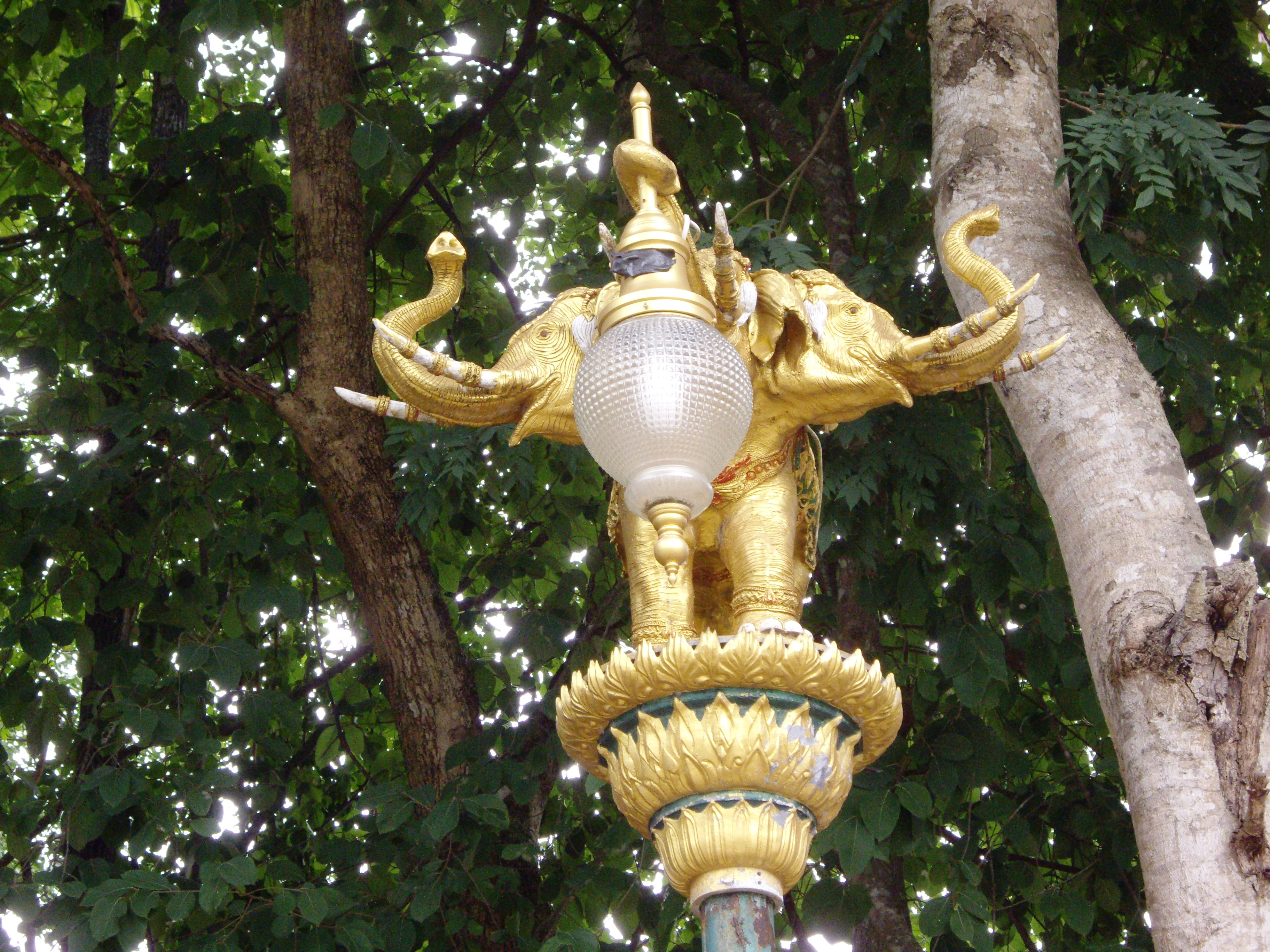
Lampadaire orné du mythique éléphant blanc à trois têtes Erawan

- niveau 1 : Lai Keun Rang (ชั้นที่ 1  ไหลคืนรัง)
- niveau 2 : Wang Maj Cha (ชั้นที่ 2  วังมัจฉา)
- niveau 3 : Pha Namtok (ชั้นที่ 3  ผาน้ำตก)
- niveau 4 : Ok Phi Sue (ชั้นที่ 4  อกนางผีเสื้อ)
- niveau 5 : Bue Mai Long (ชั้นที่ 5  เบื่อไม่ลง)
- niveau 6 : Dong Prueksa (ชั้นที่ 6  ดงพฤกษา)
- niveau 7 : Phu Pha Erawan (ชั้นที่ 7  ภูผาเอราวัณ)

Les sept niveaux de la cascade d'Erawan
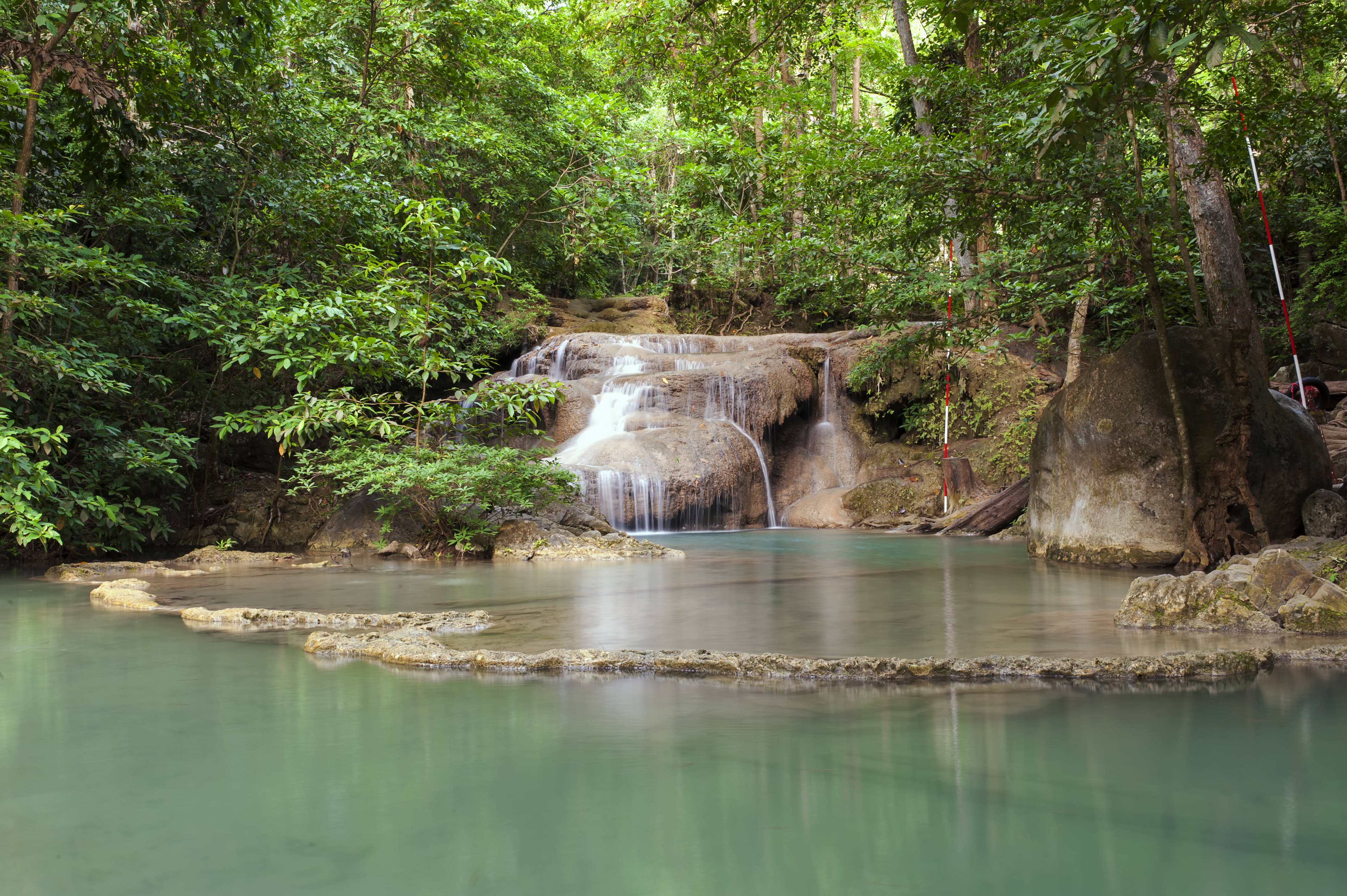
Niveau 1
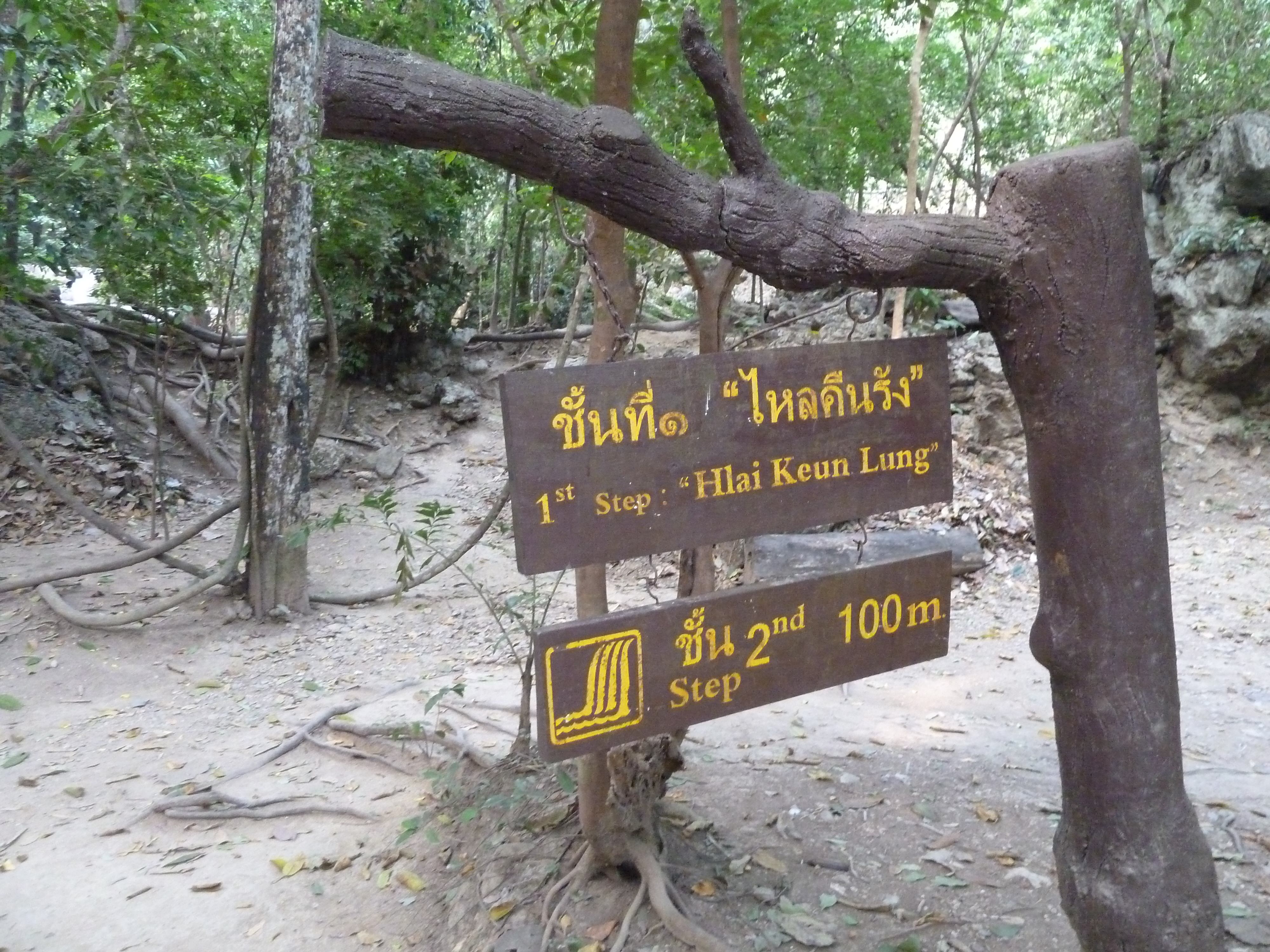
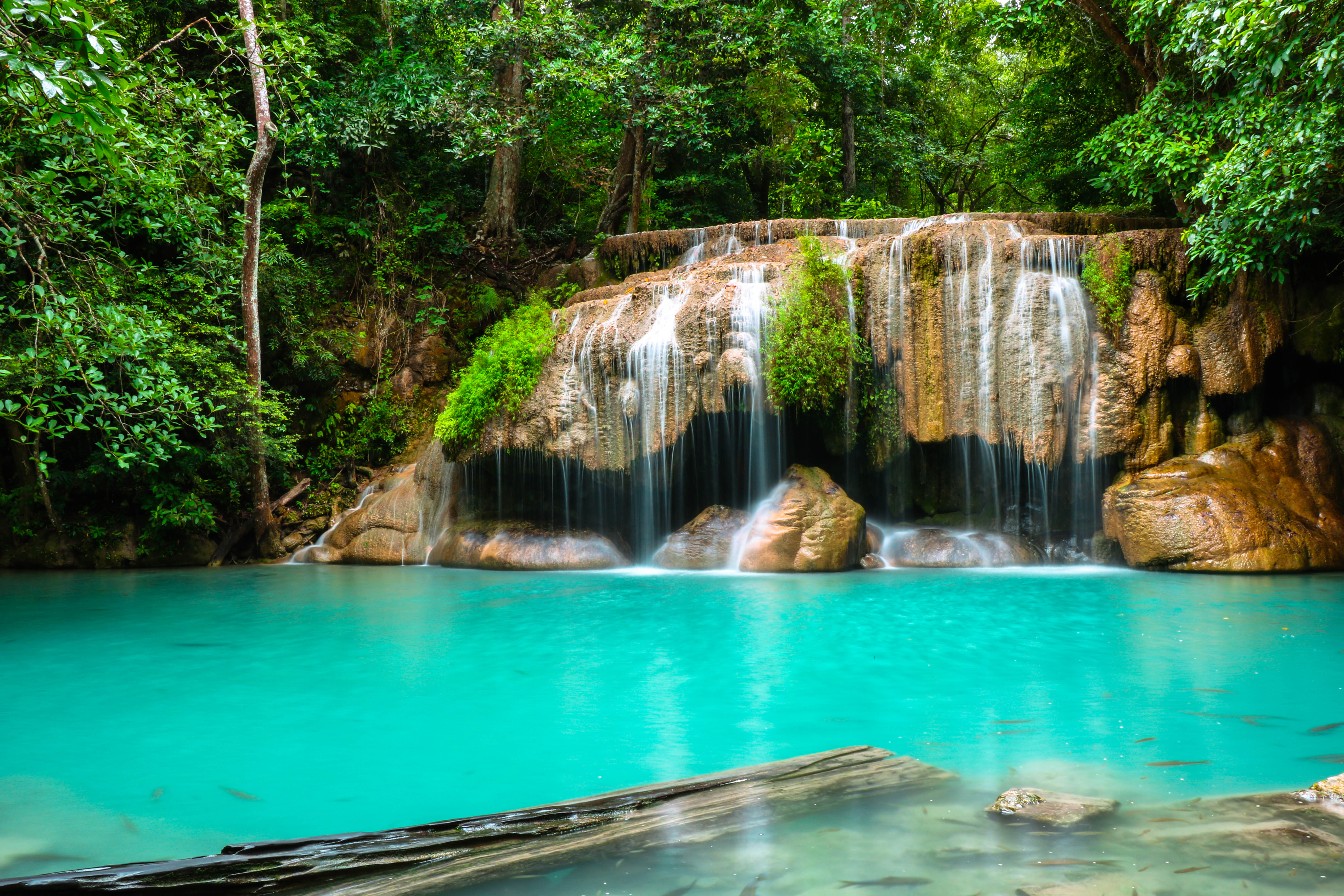
Niveau 2
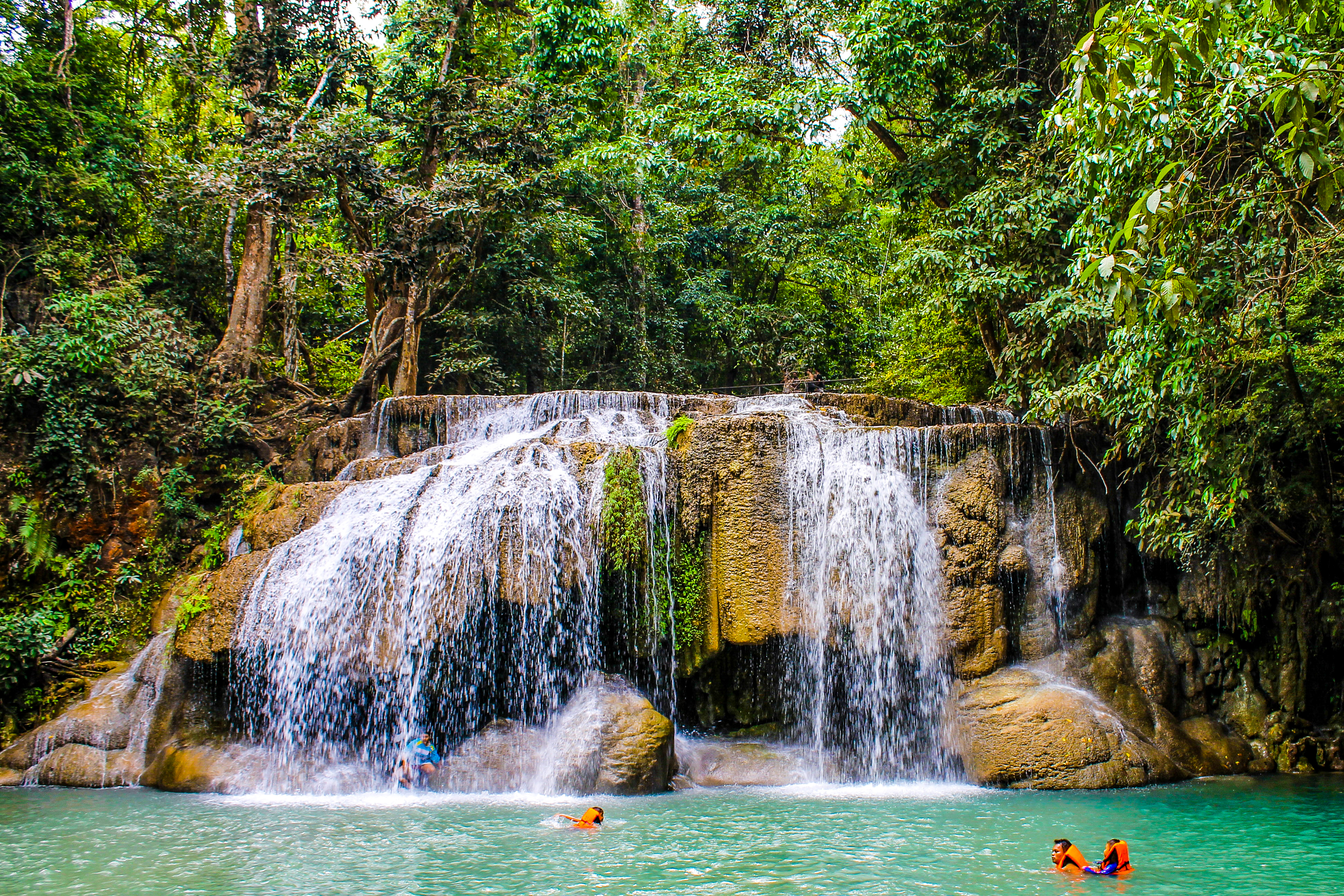
Niveau 2 : baigneurs
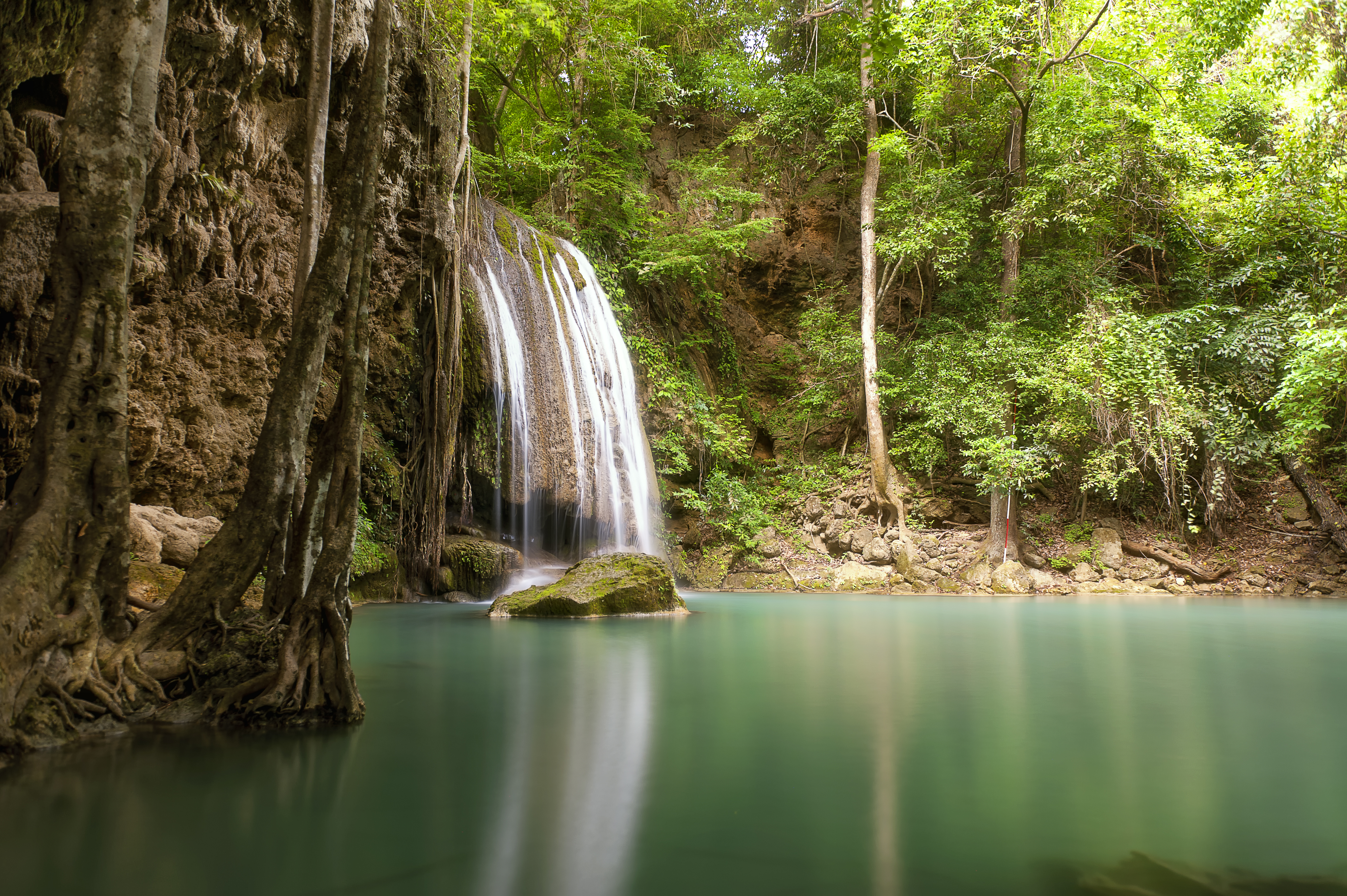
Niveau 3
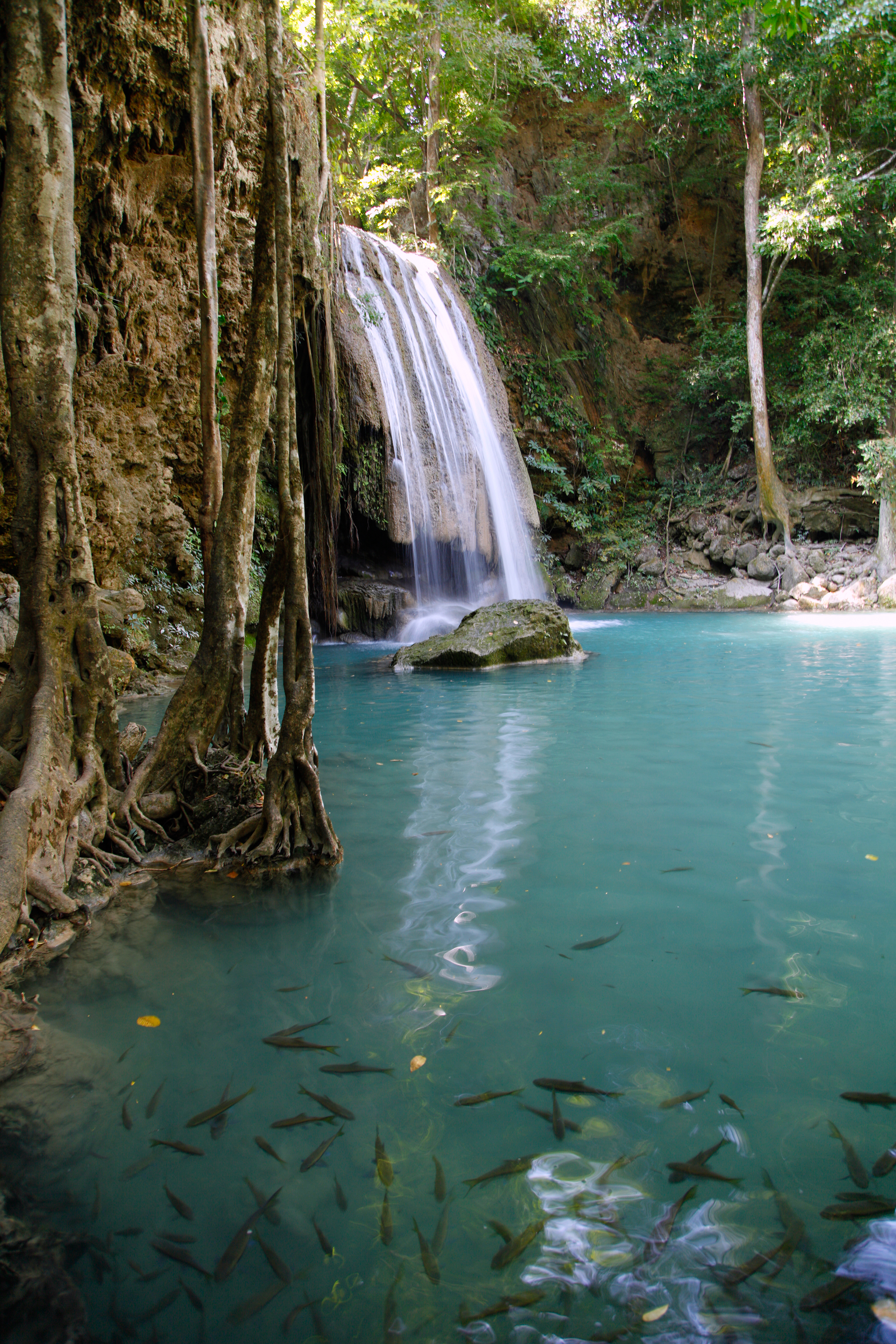
Niveau 3 : cyprinidés (carpes et apparentés) Neolissochilus stracheyi
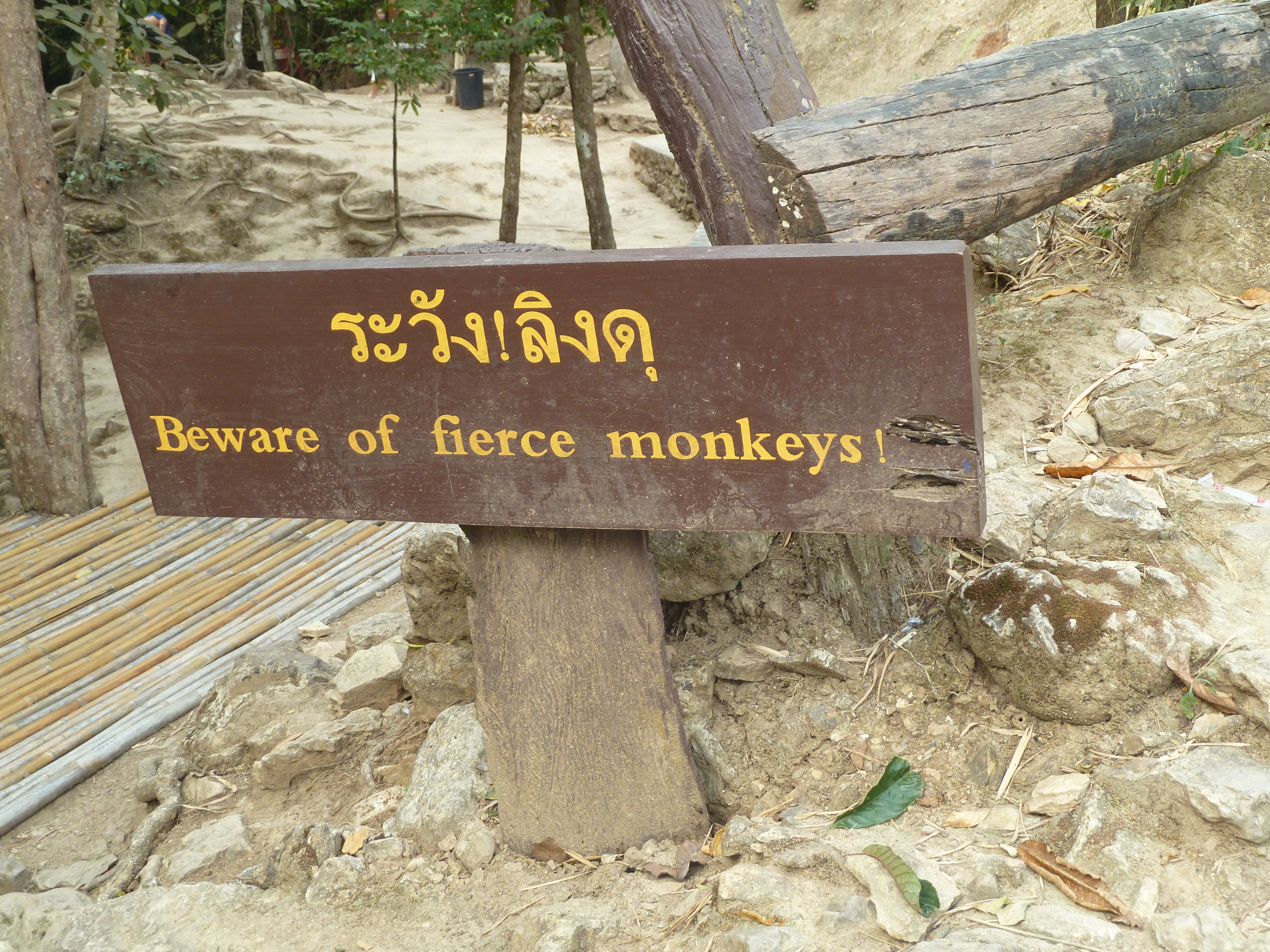
Niveau 3 : Attention ! Singes méchants !
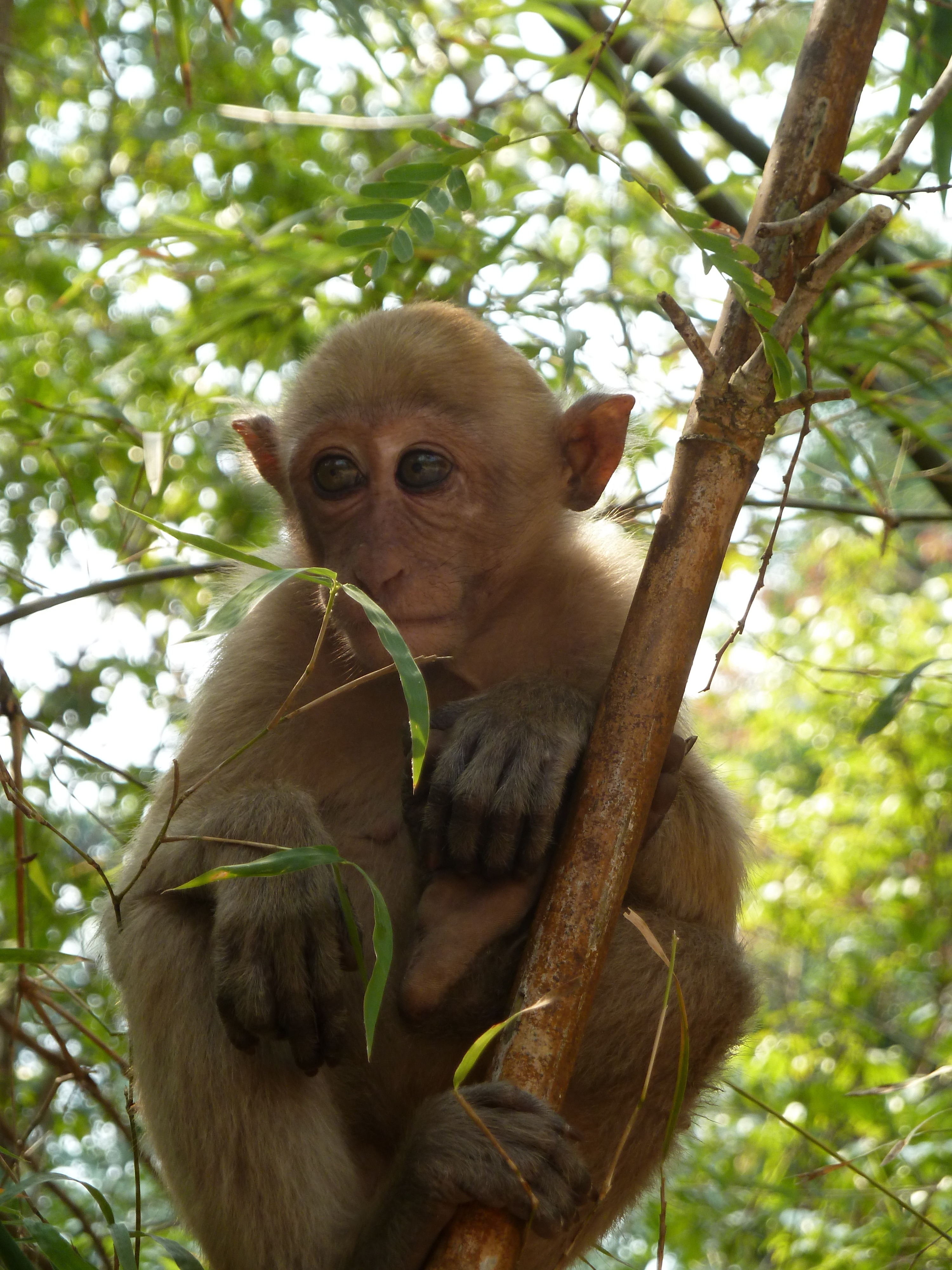
Niveau 3 : singe dans les arbres
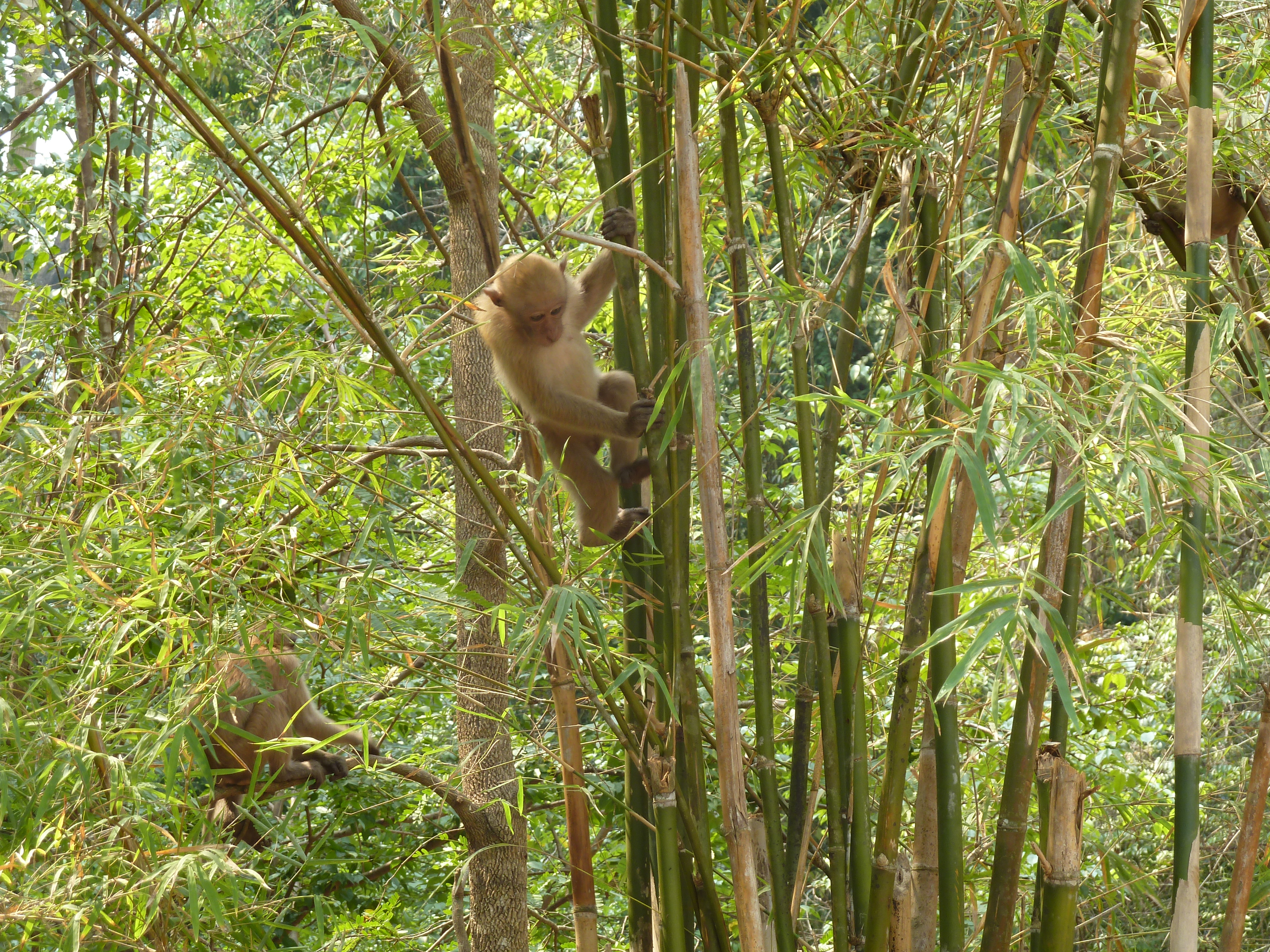
Niveau 3 : singe dans les bambous
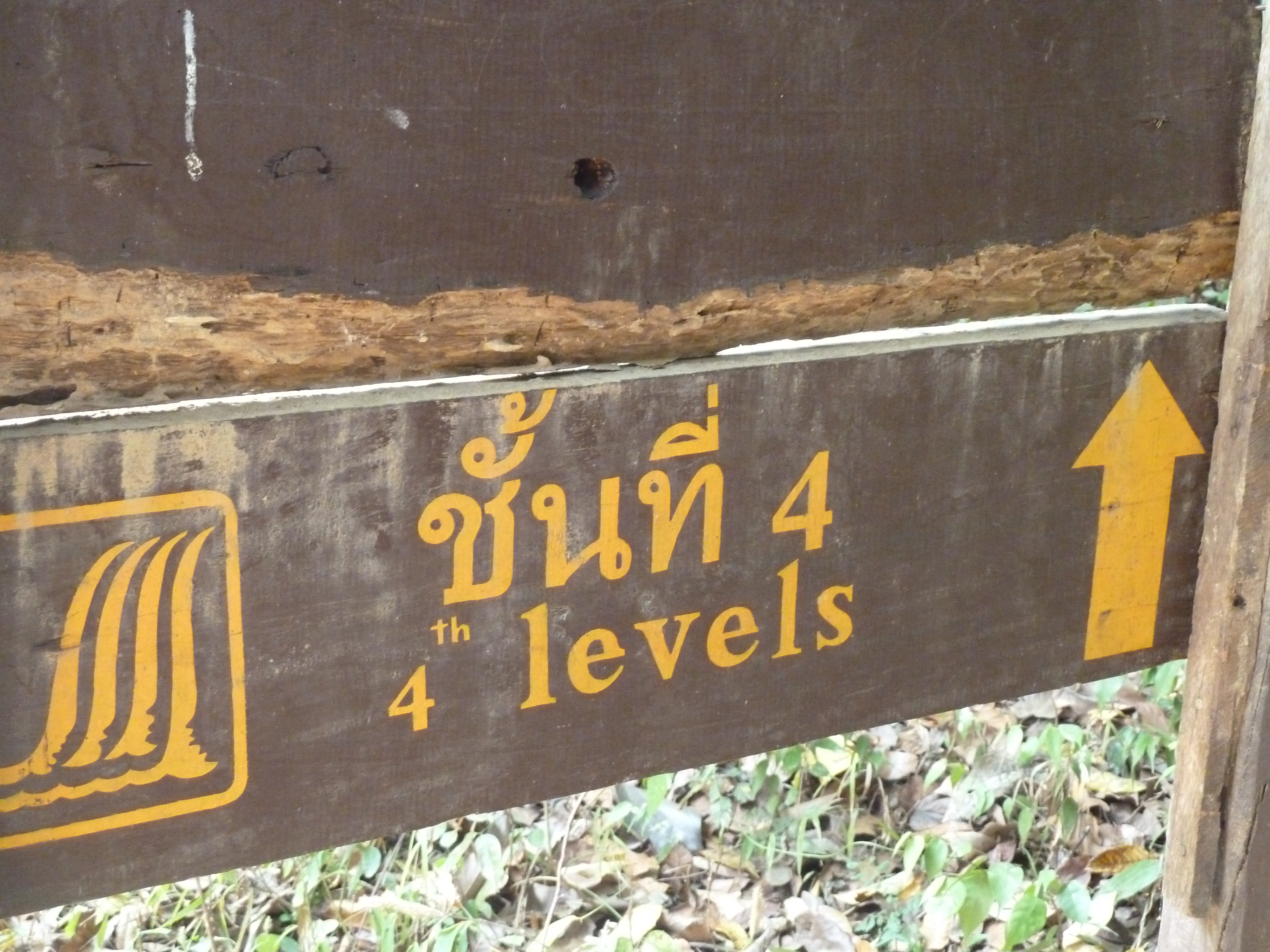
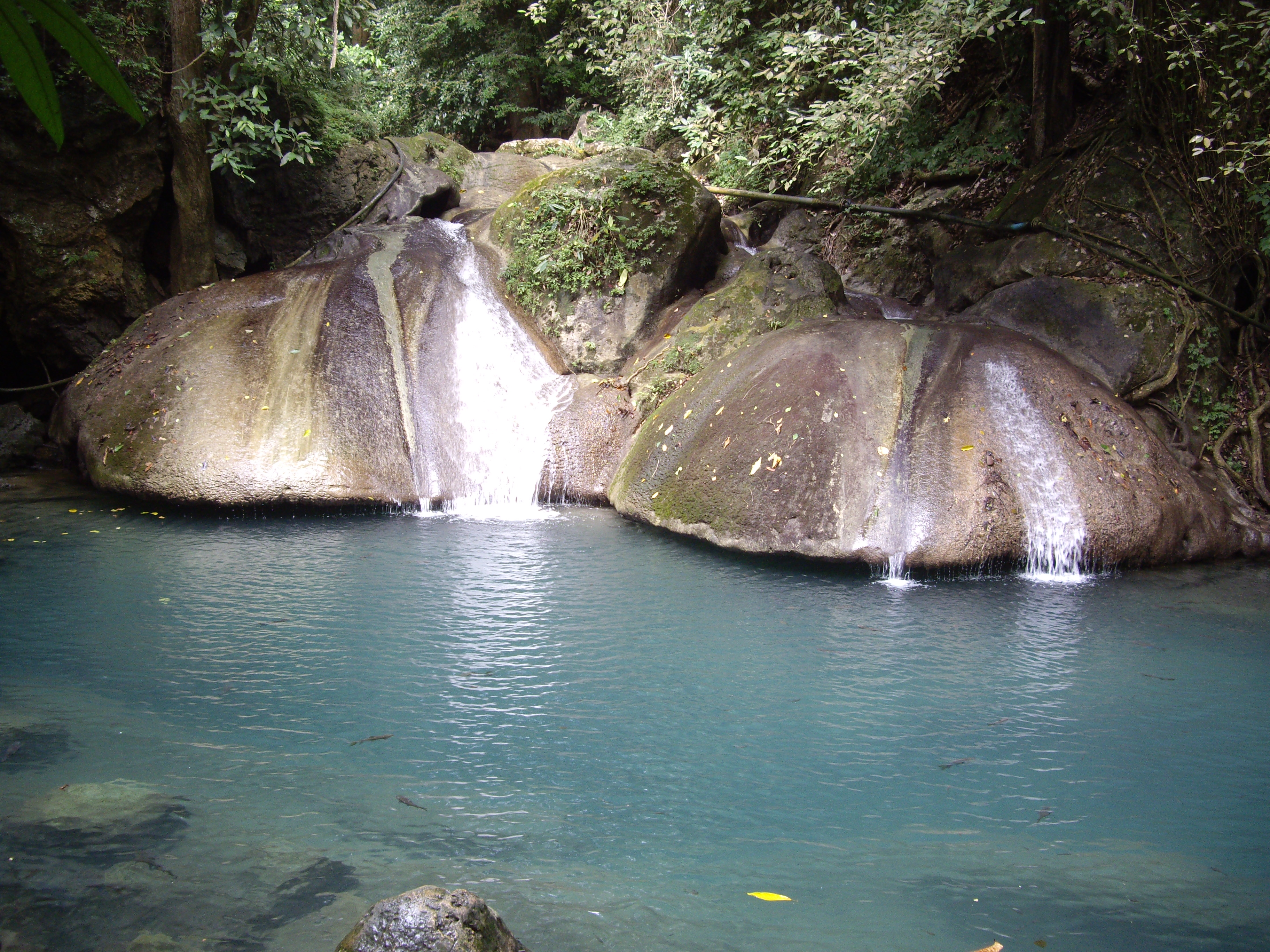
Niveau 4
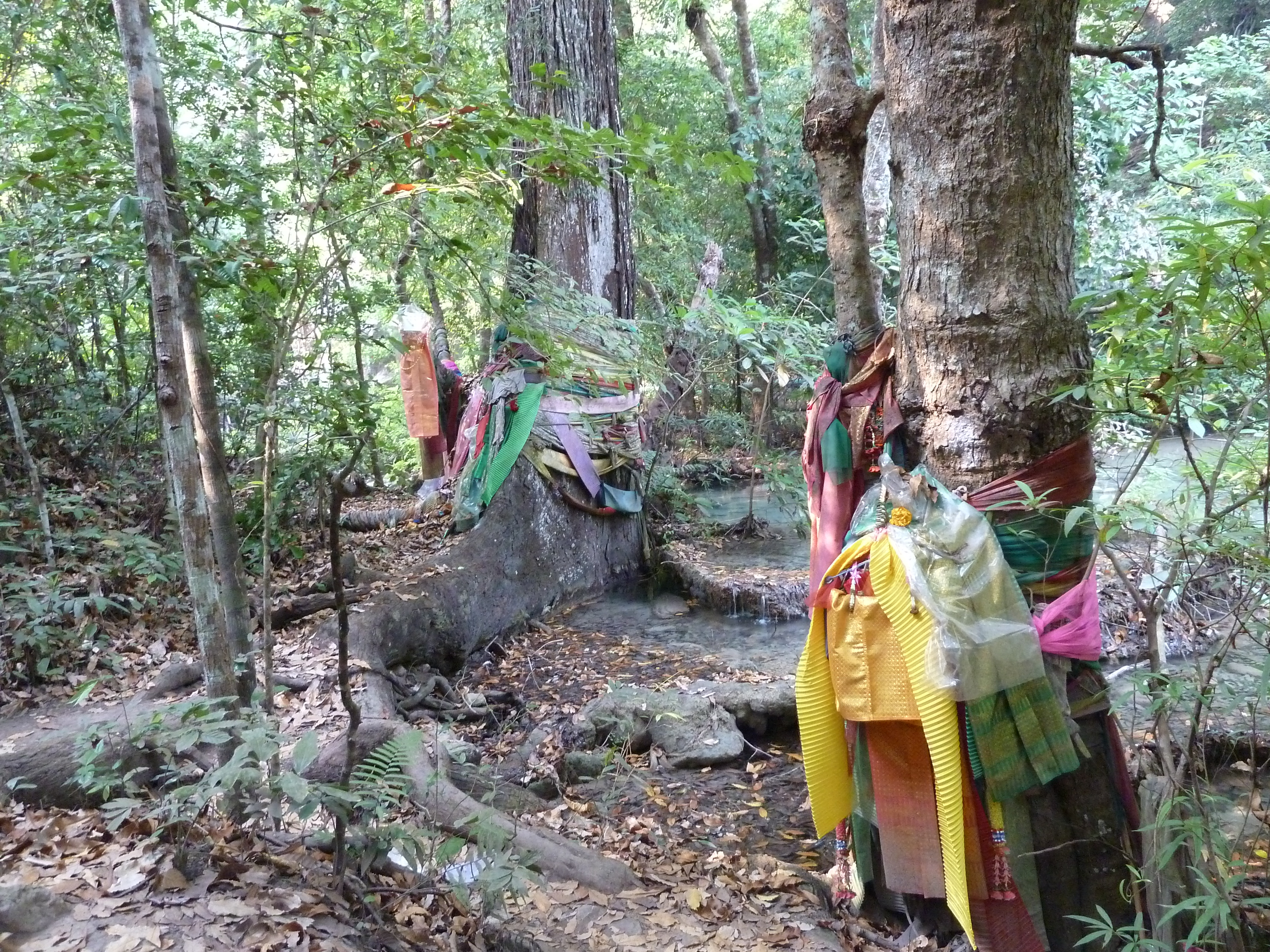
Niveau 4 : arbres vénérés abritant des Dames de l'arbre (Nang Mai / ผีต้นไม้) ornés d'étoffes
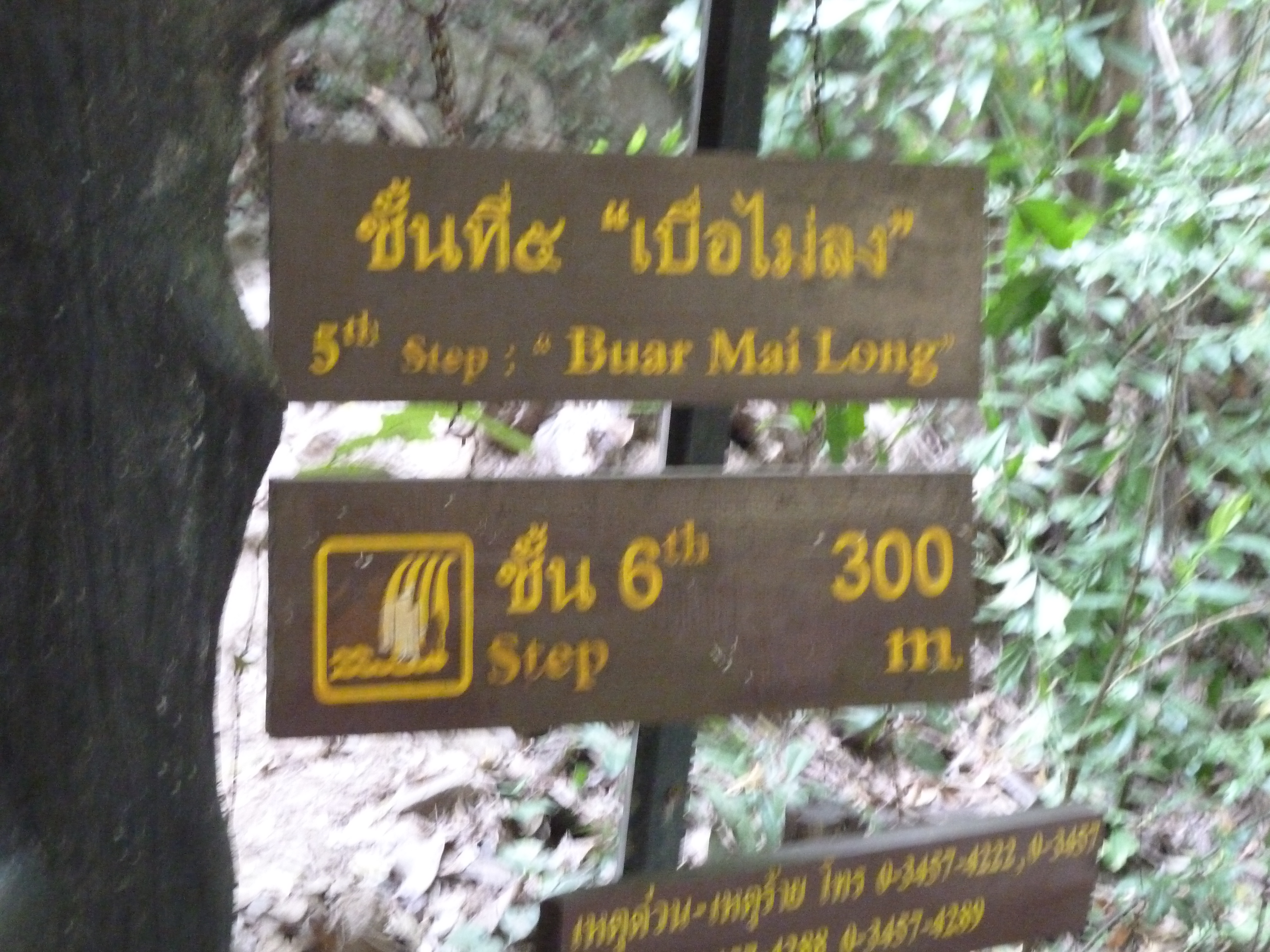
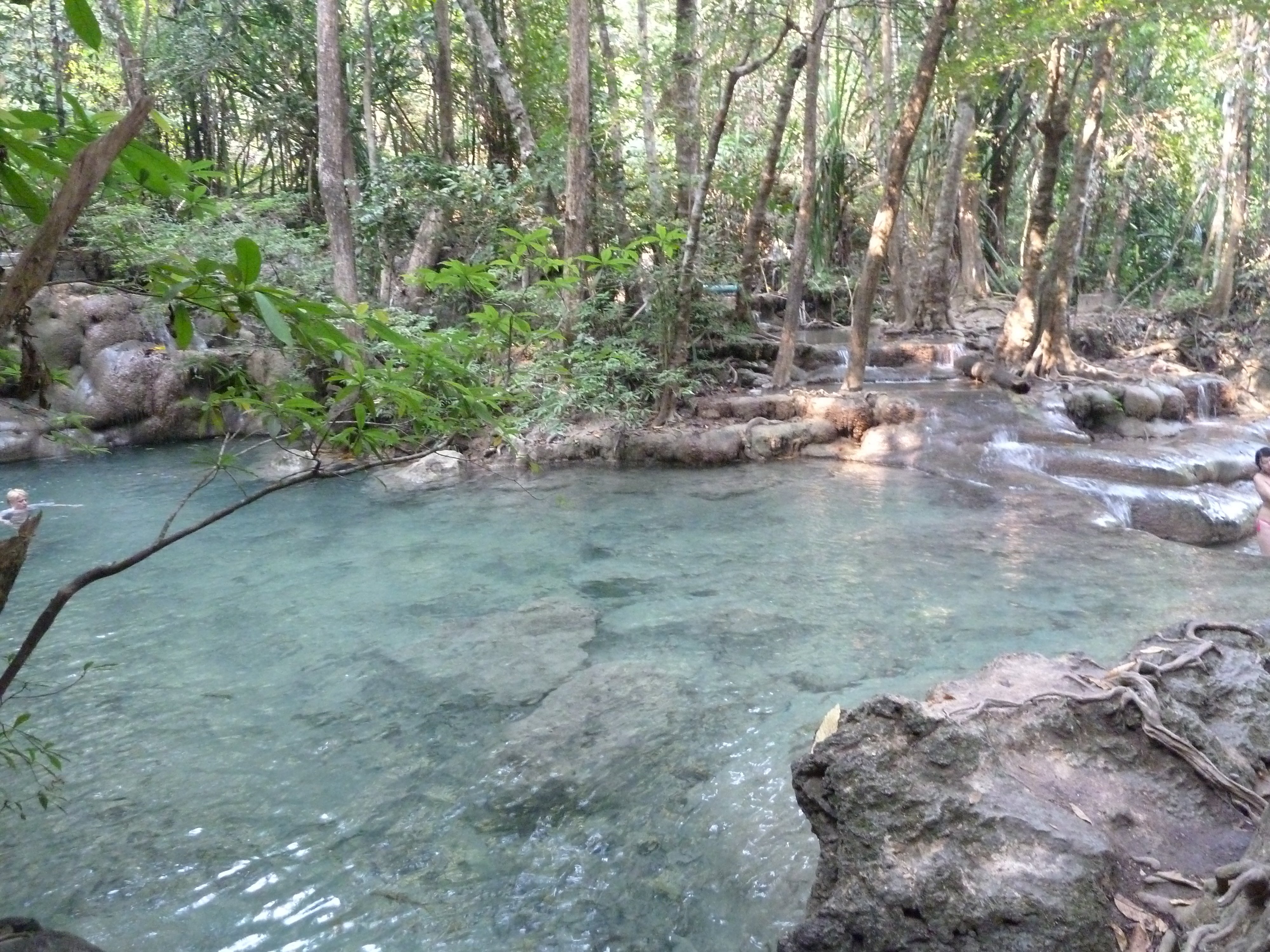
Niveau 5
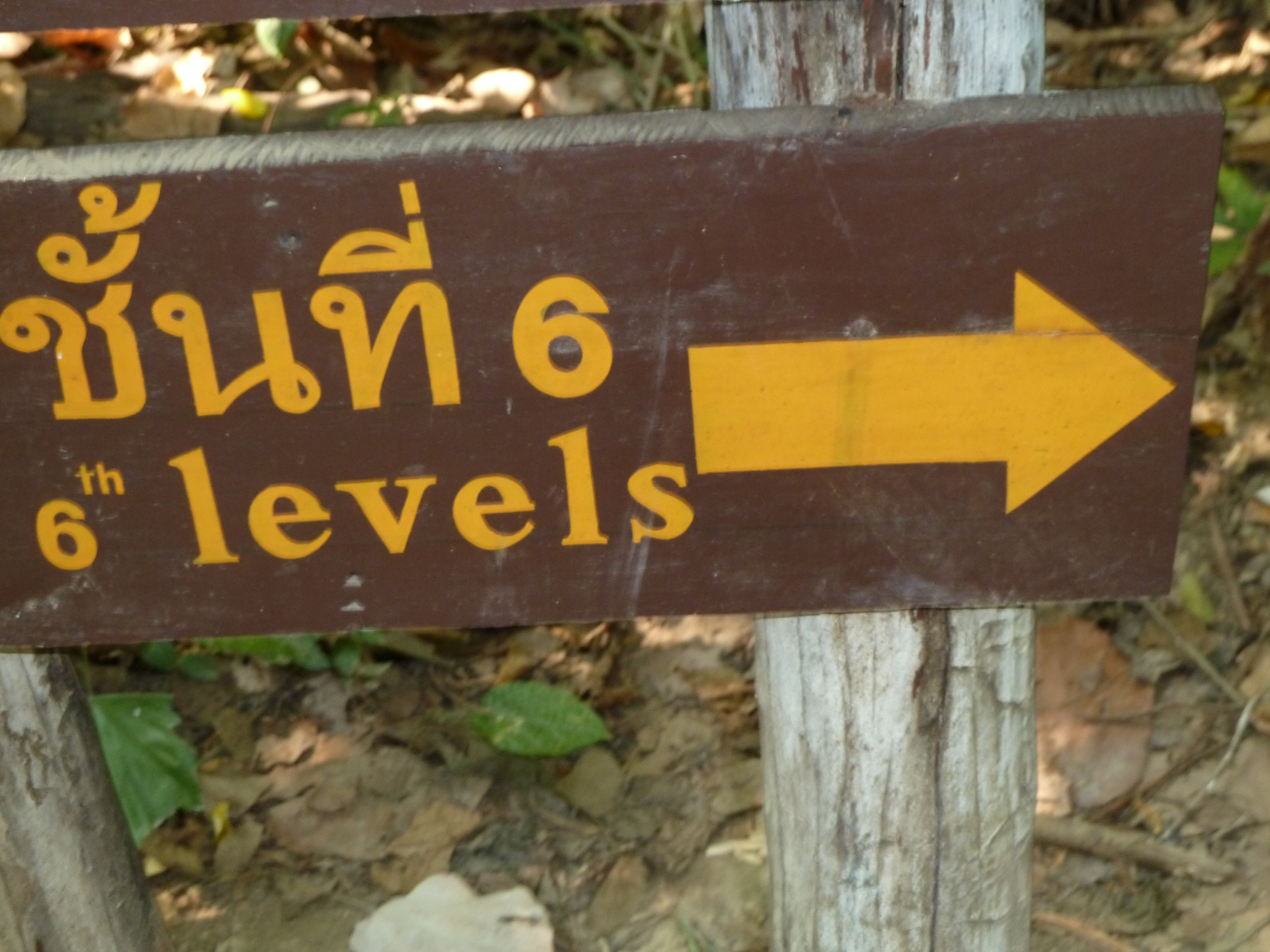
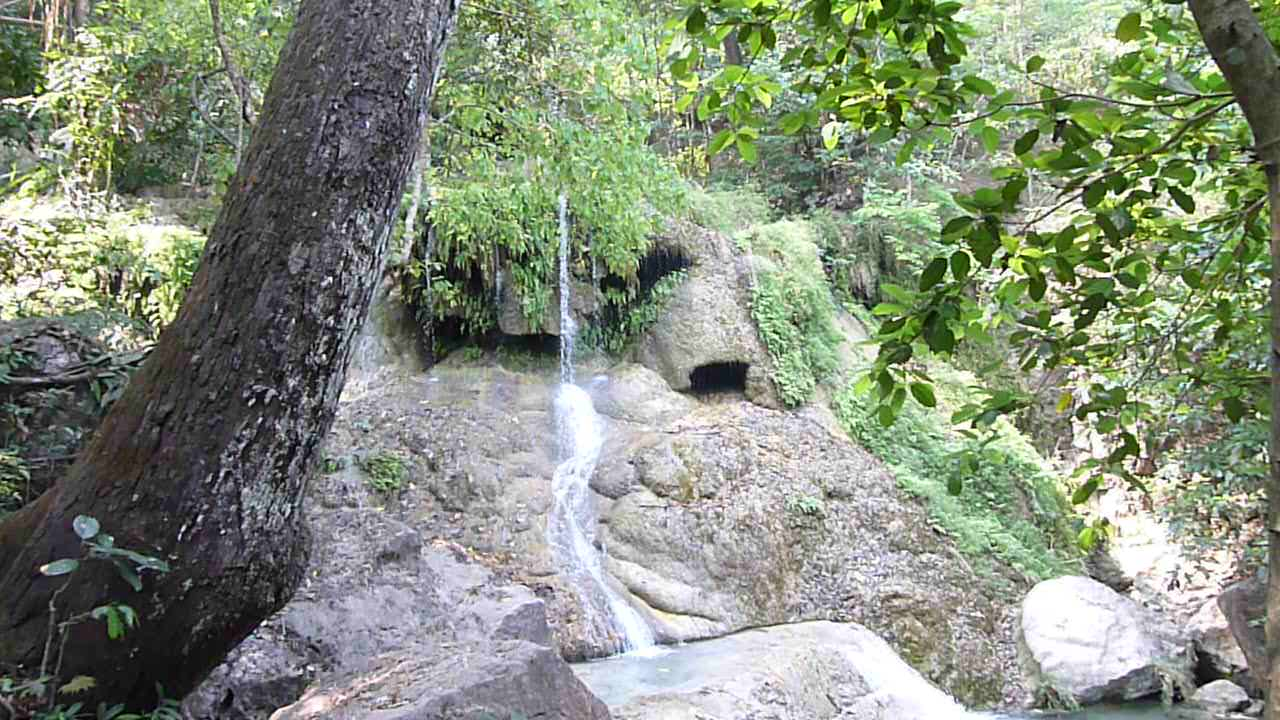
Niveau 6
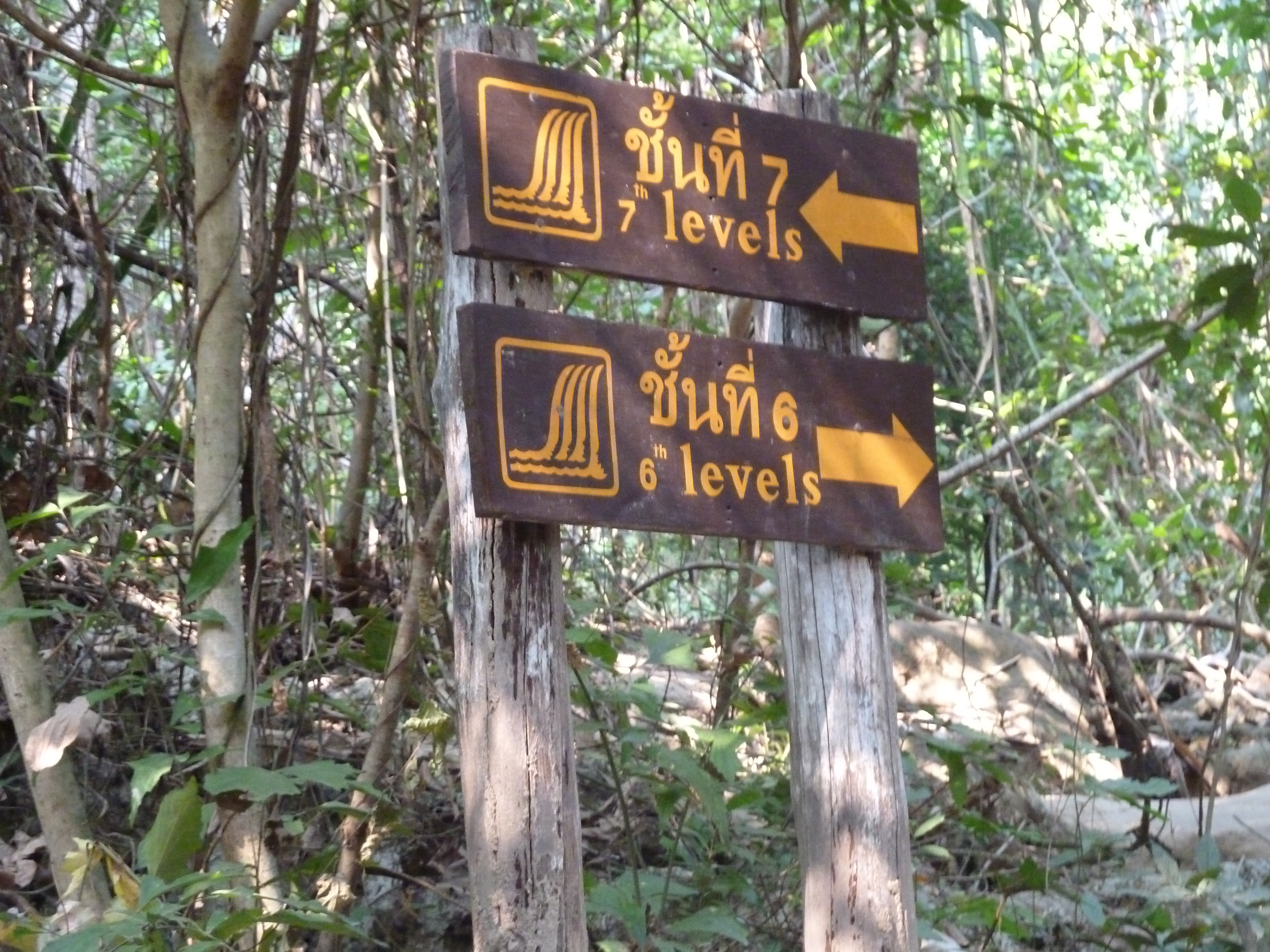
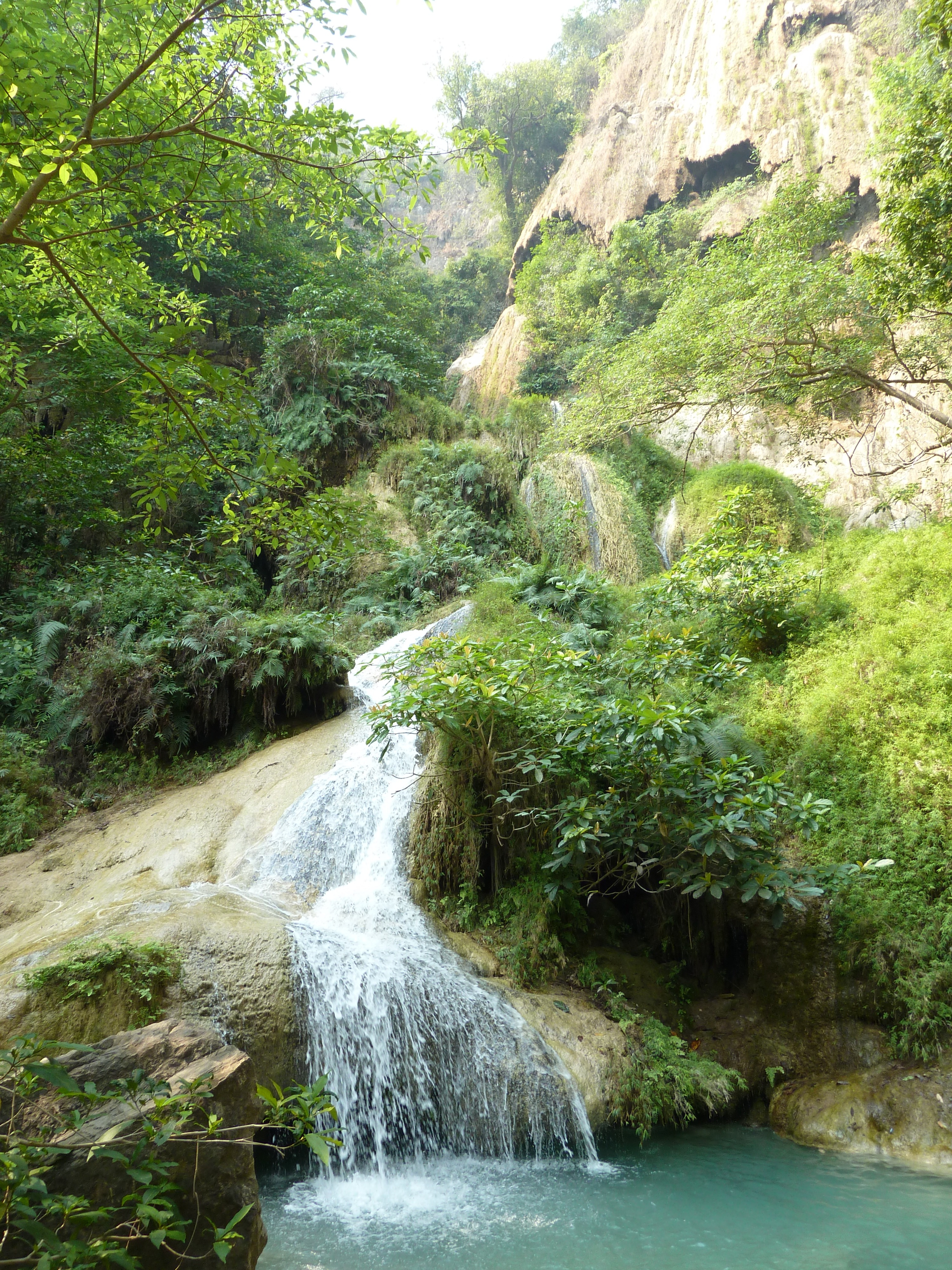
Niveau 7
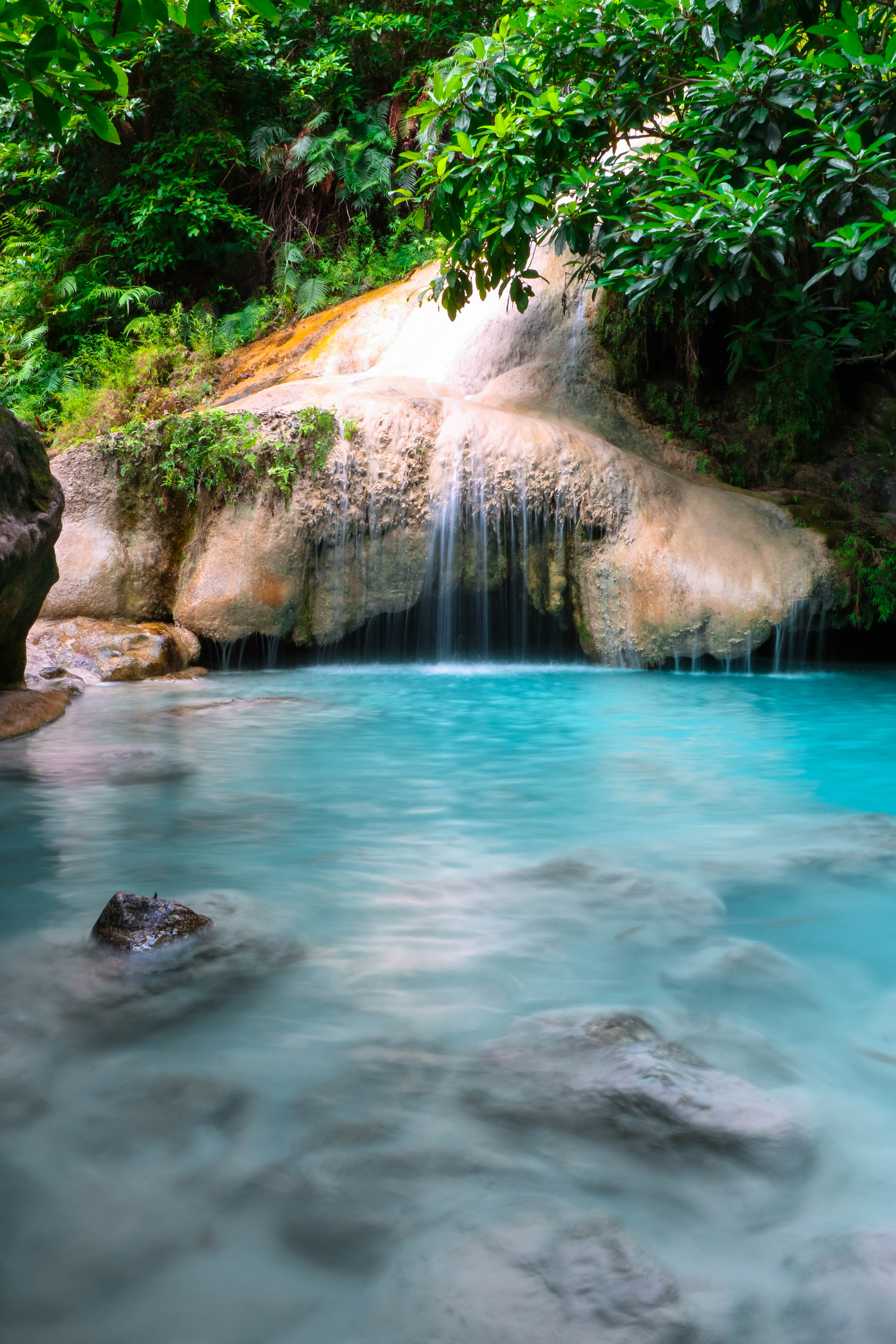
Niveau 7
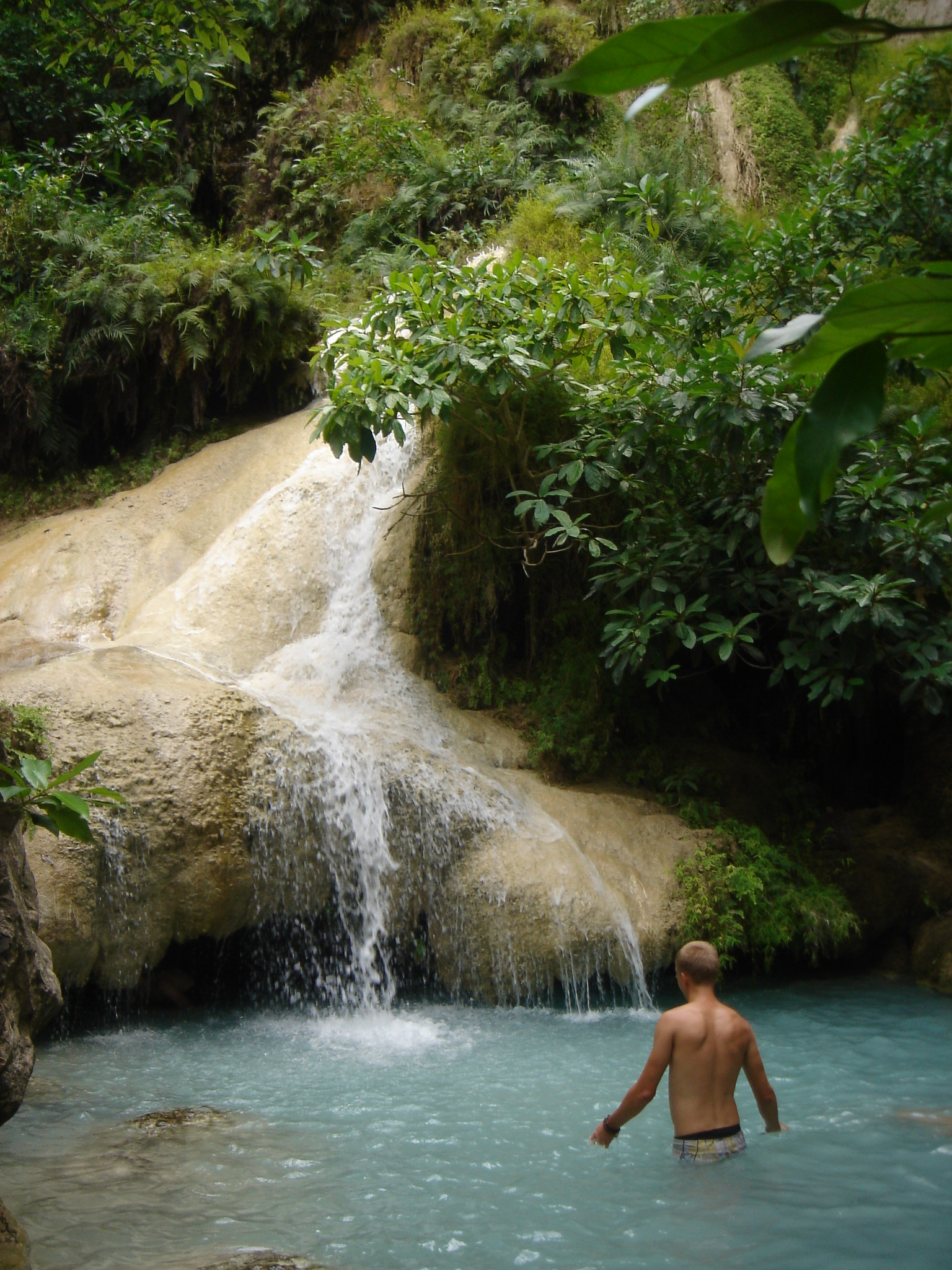
Niveau 7 : baigneur
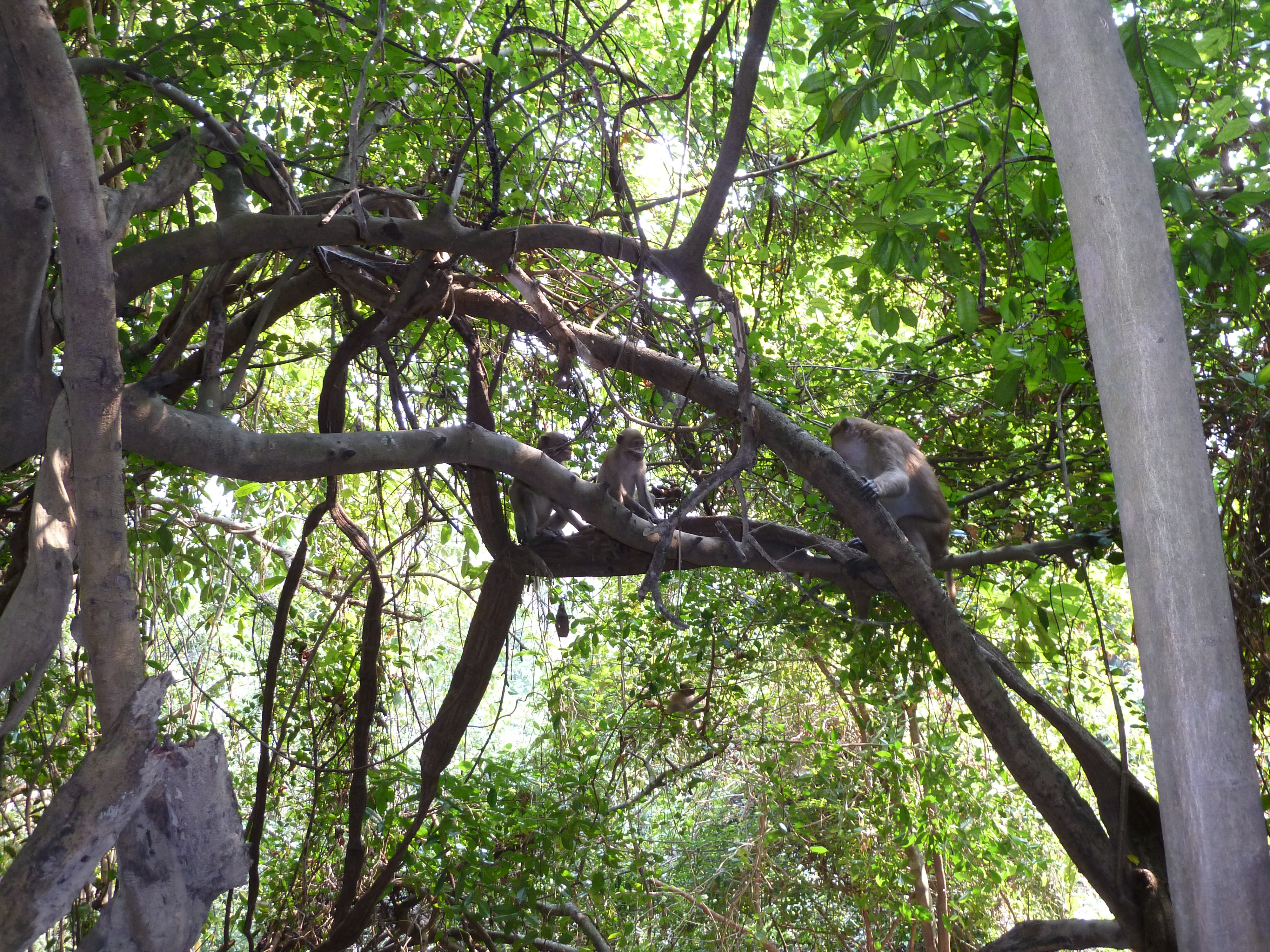
Niveau 7 : singes
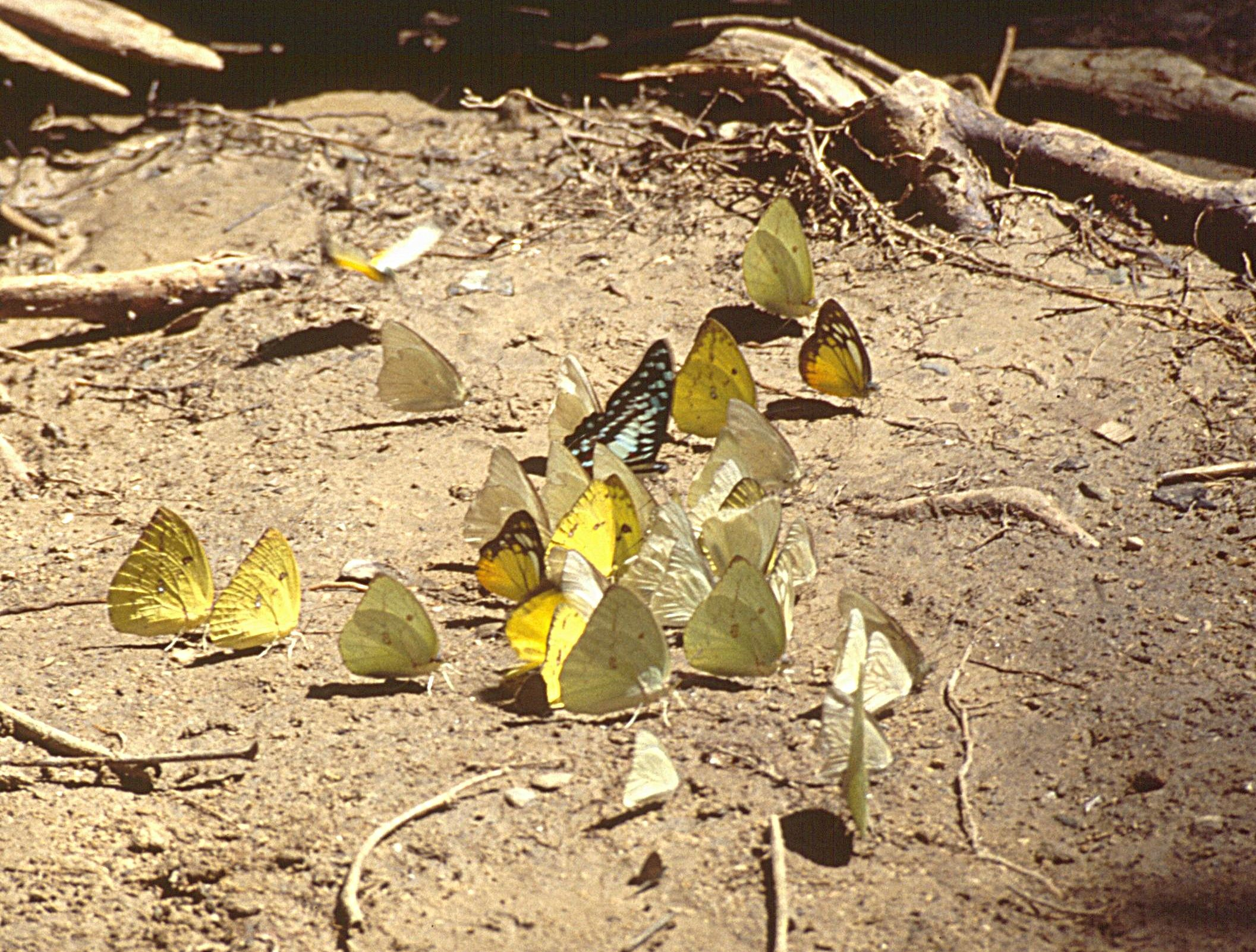
Papillons